# Xysticus apertus
Xysticus apertus is een spinnensoort uit de familie van de krabspinnen (Thomisidae).
De wetenschappelijke naam van de soort werd in 1898 gepubliceerd door Nathan Banks.